# Kernkraftwerk Leibstadt
Das Kernkraftwerk Leibstadt, kurz KKL, mit einem Siedewasserreaktor BWR-6 von General Electric mit 1233 MW elektrischer Nettoleistung, befindet sich auf dem Gebiet der Gemeinde Leibstadt (Kanton Aargau, Schweiz) am Rhein nahe der Aare-Mündung und der deutschen Grenze bei Waldshut-Tiengen gegenüber der Ortschaft Dogern. Es ging Ende 1984 in Betrieb und ist damit der jüngste der vier aktiven Kernreaktoren in der Schweiz. Es erzeugt einen Sechstel des in der Schweiz erzeugten Stroms.
Ein sechzig Jahre währender Betrieb gilt (Stand: 2014) laut ENSI als denkbar. Die Kernkraftwerk Leibstadt AG gehört zu den 500 grössten Unternehmen in der Schweiz.

## Anlage
Die Kühlung erfolgt durch einen 144 Meter hohen Naturzug-Nasskühlturm.
Betrieben wird das Kraftwerk von der Kernkraftwerk Leibstadt AG (KKL). An der Gesellschaft sind sechs Schweizer Energieunternehmen beteiligt: die Alpiq AG mit 27,4 Prozent, die Axpo Power AG mit 22,8 Prozent, die Axpo Solutions AG (ehemals EGL) mit 16,3 Prozent, die BKW Energie AG mit 14,5 Prozent, die CKW AG mit 13,6 Prozent und die AEW Energie AG mit 5,4 Prozent. Die Geschäftsführung hatte ursprünglich die EGL inne, durch die Gründung der Axpo Holding wurden innerhalb der Axpo-Gruppe die Aufgabengebiete konsolidiert, wodurch heute die Axpo Power AG die Geschäftsführung innehat. Sie besorgt auch die Energieübertragung nach Laufenburg und Beznau auf der 380-kV-Spannungsebene (siehe Elektrizitätsgesellschaft Laufenburg).
Der konische Schlot ist fast weiss gefärbt, mit einer schachbrettähnlichen roten Kontrastmarkierung im oberen Bereich. Die schmale, graue Süd-Front des Maschinenhauses, die der Freiluftschaltanlage zugewandt ist, zeigt in Orange eine nach rechts progressiv ansteigende Kurve aus 6 Rechteckelementen, deren einzelne (aber auch addierte) Höhen der Fibonacci-Folge entsprechen. Die Längsseiten des Maschinenhauses und der angeschlossenen Baukörper sind türkis gestrichen.
Im 144 m hohen Kühlturm rauschen pro Sekunde 33 Kubikmeter Wasser 12 Meter nach unten um sich im Gegenstrom aus Luft auch durch Verdunstung abzukühlen.

## Geschichte

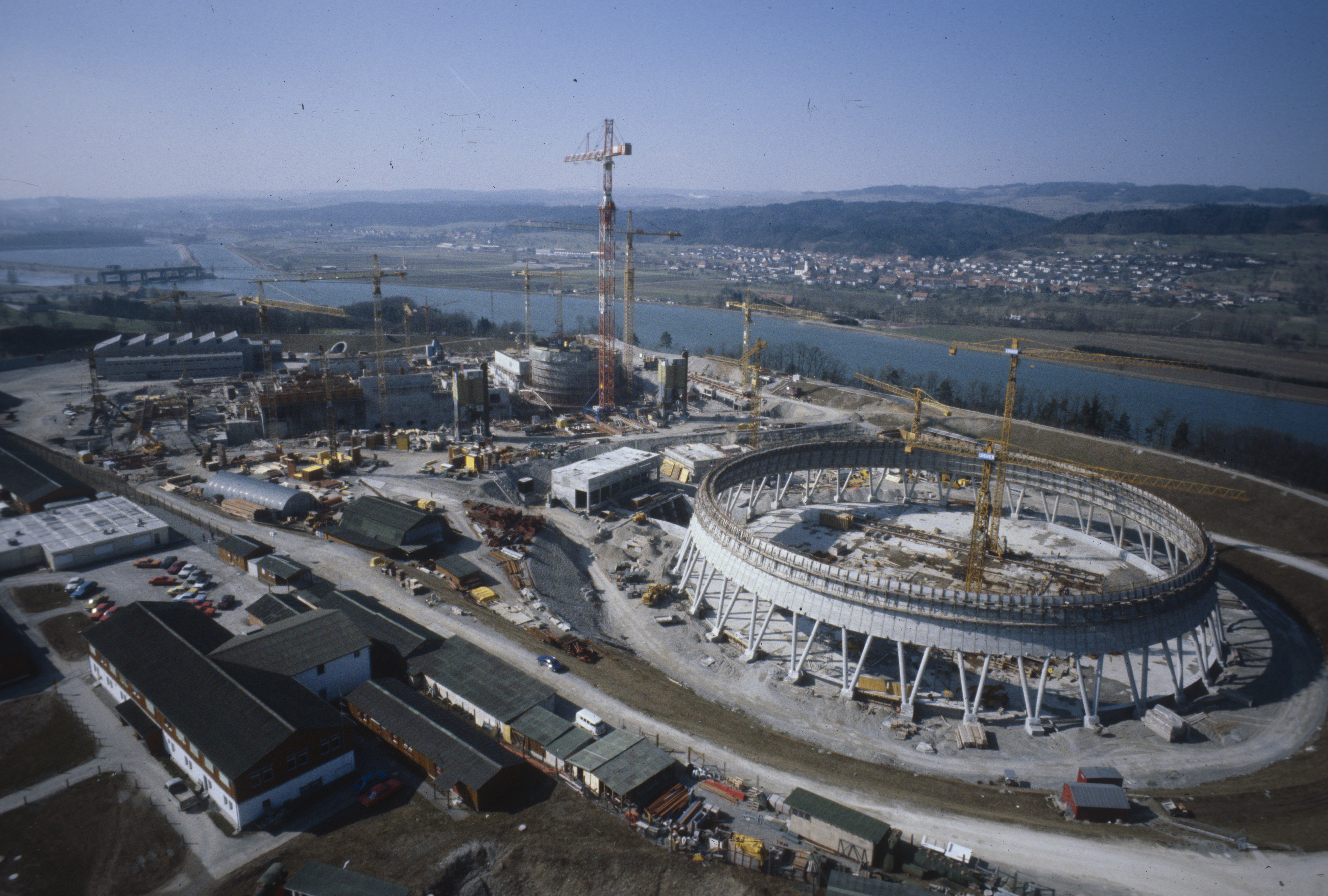
Das Kernkraftwerk im Bau

Die Planung des Kernkraftwerkes Leibstadt begann 1964 auf der Basis einer 600-MW-Anlage mit Flusswasserkühlung. Mit dem Verbot der Flusswasserkühlung durch den Bundesrat 1971 wurde eine Lösung mit Kühlturm benötigt. Im weiteren Planungsverlauf erhöhte man die Leistung von 600 auf 900 MW.
Infolge des Reaktorunfalls im Kernkraftwerk Three Mile Island im Jahr 1979 waren neue Sicherheitsbestimmungen erlassen worden, die die Fertigstellung um mehrere Jahre verzögerten. Statt der budgetierten zwei Milliarden Franken kostete das Kraftwerk am Ende über 4,8 Milliarden.
1984 konnte die Anlage nach elfjähriger Bauzeit den Betrieb aufnehmen. Am 15. Dezember 1984 nahm es als fünftes Schweizer Kernkraftwerk den Dauerbetrieb auf. Nach Beznau I, Beznau II, Mühleberg und Gösgen ist Leibstadt das jüngste und leistungsstärkste Kernkraftwerk der Schweiz. Seit 1984 produziert es rund ein Sechstel des in der Schweiz verbrauchten Stroms. Das entspricht zirka 29 Millionen Kilowattstunden jeden Tag.
Die Geschichte der Fertigstellung des KKL reflektiert die zunehmend kritische Haltung gegenüber der Kernenergie in der Schweiz während der 1970er- und 1980er-Jahre, die in der Auseinandersetzung um das Projekt Kernkraftwerk Kaiseraugst kulminierten.
Im Herbst 2010 wurden Legionellen im Hauptkühlwasser festgestellt, welche seit 2011 hauptsächlich mit Javelwasser und Wasserstoffperoxid behandelt werden.
Im Jahr 2021 stand das Werk während 195 Tagen still, da die Jahresrevision länger dauerte als geplant. Infolgedessen musste sich die BKW am Spotmarkt mit teurem Strom eindecken. Ende 2021 wurden Mitarbeiter im Umfang von 497,5 Vollzeitäquivalenten beschäftigt.

### Darstellung der Geschichte durch die KKL AG
Die Website des Kraftwerks berichtet auf der Unterseite Chronik mit Einträgen bis zum jeweiligen Vorjahr.
1973 wurde eine Standortbewilligung vom Bund auf 940 MW Bruttoleistung erteilt. Am 26. November 1973 wird die KKL AG gegründet. Der Auftrag zum Bau wird am 1. Dezember 1973 erteilt und geht für die Hauptanlagen (Reaktor und Maschinenhaus) an ein Konsortium von Brown Boveri & Cie. (BBC), Baden, Schweiz und General Electric (GE), USA. Den Bau der Nebenanlagen (u. a. Kühlturm, Werkstatt, Bürogebäude) leitet die Elektrowatt AG. 1977 beginnen Ausbildungen für Bedienpersonal in den USA und im Schwesterwerk Kernkraftwerk Cofrentes in Spanien. Bauverzögerung über den für 1978 geplanten Betriebsbeginn hinaus werden genützt, um aus dem Unfall in Harrisburg (1979) zu lernen. 1982 geht das Personal auf Schichtbetrieb über, am 15. Dezember 1984 wird der Dauerbetrieb der Stromerzeugung aufgenommen.
Wenige Monate nach dem Reaktorunglück in Tschernobyl starten noch 1986 die Unterschriftensammlungen zu zwei neuen Antiatominitiativen. 1990 wird die Volksinitiative für einen Atomstromausstieg mit 52,9 % Nein verworfen, das Moratorium, keine weiteren Atomkraftwerke zu bewilligen, jedoch mit 54,5 % angenommen. Der Energieartikel in der Bundesverfassung wird mit 71,1 % Ja angenommen.
1994 ersetzt ein neues, interaktiv ausgestattetes Infozentrum mit zylindrischer Glasfassade und mittigem Reaktormodell das Besucherzentrum aus 1974. Kostenlose Betriebsführungen werden angeboten. 1995 erhält das Werk einen eigenen Schulungssimulator, der Reisen nach Spanien ersetzt. 1998 bis 2003 wird in zwei Schritten im Dialog mit der Kontrollbehörde die Nettoleistung von 960 auf 1165 MW erhöht. Die Atomausstiegsinitiative von 2003 wird im Kanton (Aargau) zu 77,6 % verworfen, noch stärker im Bezirk Zurzach mit 85,4 % und der Gemeinde Leibstadt. Auch die Moratoriumsinitiative 2003 erhält eine klare Absage. 2003 übernimmt die NOK (Axpo) die Geschäftsleitung des KKL von der EGL.
2004 gibt die KKL AG das Sinken der Gestehungskosten der Stromproduktion von ursprünglich 9,23 auf nunmehr 5 Rappen pro kWh an – inklusive 1 Rappen für Stilllegung der Anlage und die Entsorgung der Abfälle. 2005 steht das Werk wegen eines nichtnuklearen Defekts fünf Monate still; nach einem Erdschluss im Generator-Stator müssen Teile ausgetauscht werden. 3000 Besucher kommen zu den Infotagen im Mai 2006.
2008 wurde nach einem neuen Verfahren von GE der Kühlmittelkreislauf mit Wasserstoff und Platin dotiert, um den Reaktor und seine Einbauten vor Spannungsrisskorrosion zu schützen. 2009 gibt es 470 Mitarbeiter und 14 Lernende, 20 % von ihnen aus dem grenznahen Ausland. 2010 wird durch Doppelbesetzungen zum Know-how-Transfer der Generationenwechsel in der Belegschaft eingeleitet. 2010 steht die Anlage für eine mit 47 Tagen längere Revisionsperiode still, in der wichtige Grosskomponenten (Blocktransformator, 2 Niederdruckvorwärmer und 3 Niederdruckturbinen) getauscht werden, womit die Effizienz erhöht wird und die Ausbeute um 40 MW steigt. Nach dem Reaktorunglück in Fukushima 2011 erbringt das KKL vom Eidgenössischen Nuklearsicherheitsinspektorat (ENSI) geforderte Sicherheitsnachweise. 2012 wird der EU-Stresstest überdurchschnittlich gut bestanden und die bisher umfangreichste Jahreshauptrevision durchgeführt, bei der der Generator getauscht wird und die Brutto-Nennleistung auf 1275 MW steigt. 2013 erzielte das Werk 93 % Verfügbarkeit und eine Jahresstromproduktion von 9'692 GWh.
Bei der Jahreshauptrevision 2016 wurden ausserordentliche Befunde an einzelnen Brennstäben festgestellt, was zu einer mehrjährigen Leistungsreduktion führte. Untersuchungen im Jahr 2018 von betroffenen Stäben am Paul-Scherrer Institut ergaben, dass es sich dabei um Ablagerungen handelt und nicht um Oxidation der Brennstäbe. Nach weiteren Abklärungen und betrieblichen Massnahmen wurde 2019 die Leistung wieder auf das ursprüngliche Niveau angehoben.
Die Wasserabscheider-Zwischenüberhitzer wurden 2017 erneuert und die Pumpen des Reaktorumwälzsystems 2021 modernisiert. Ausserdem wurde der Kondensator 2021 ersetzt. Dies ermöglichte eine Erhöhung der elektrischen Leistung auf 1'285 MW, bei gleichbleibender thermischer Leistung im Reaktor. Das Jahr 2022 stellte einen Betriebsrekord für die Stromproduktion mit 9'753 GWh dar; spätere Ergebnisse sind unbekannt (Stand Dezember 2024).

## Vorkommnisse und Störfälle
Am 11. August 1995 um 8.22 Uhr ereignete sich im KKW Leibstadt während der Revisionsarbeiten eine Wasserstoff-Verpuffung. Zwei Angestellte erlitten Verbrennungen dritten Grades. Die Monteure wollten im Maschinenhaus einen Teil der Hilfsdampfanlage überprüfen. Sie öffneten bei einem der Behälter einen Deckel; der austretende Wasserstoff entzündete sich. Im Normalbetrieb befindet sich im betroffenen System Frischdampf, der aus dem Reaktor kommt und demnach kontaminiert ist. Der Unfall fand im nicht-nuklearen Teil der Anlage statt.
Am 28. März 2005 wurde das Kraftwerk auf Grund eines Erdschlusses im Generator heruntergefahren. Während der vorgezogenen Revision gab es einen Störfall der INES-Stufe 1. Am 2. September ging das Kraftwerk zurück ans Netz.
Im Jahr 2007 meldete das KKW Leibstadt der Bundes-Atomaufsicht drei Vorkommnisse. Während die Aufsichtsbehörde, die Hauptabteilung für die Sicherheit der Kernanlagen (HSK), zwei der Zwischenfälle als Ereignis ohne oder mit geringer sicherheitstechnischer Bedeutung einstufte, klassierte sie die Reaktorschnellabschaltung wegen fehlerhafter Auslösung des automatischen Druckabbausystems am 6. März 2007 auf der INES-Stufe 1 als Störung, d. h. einer Abweichung von den zulässigen Bereichen für den sicheren Betrieb der Anlage.

Bei der Jahresrevision 2010 ereignete sich ein Störfall (INES-2), bei dem ein Mitarbeiter an der Hand verstrahlt und der Jahresdosisgrenzwert für Hände überschritten wurde.

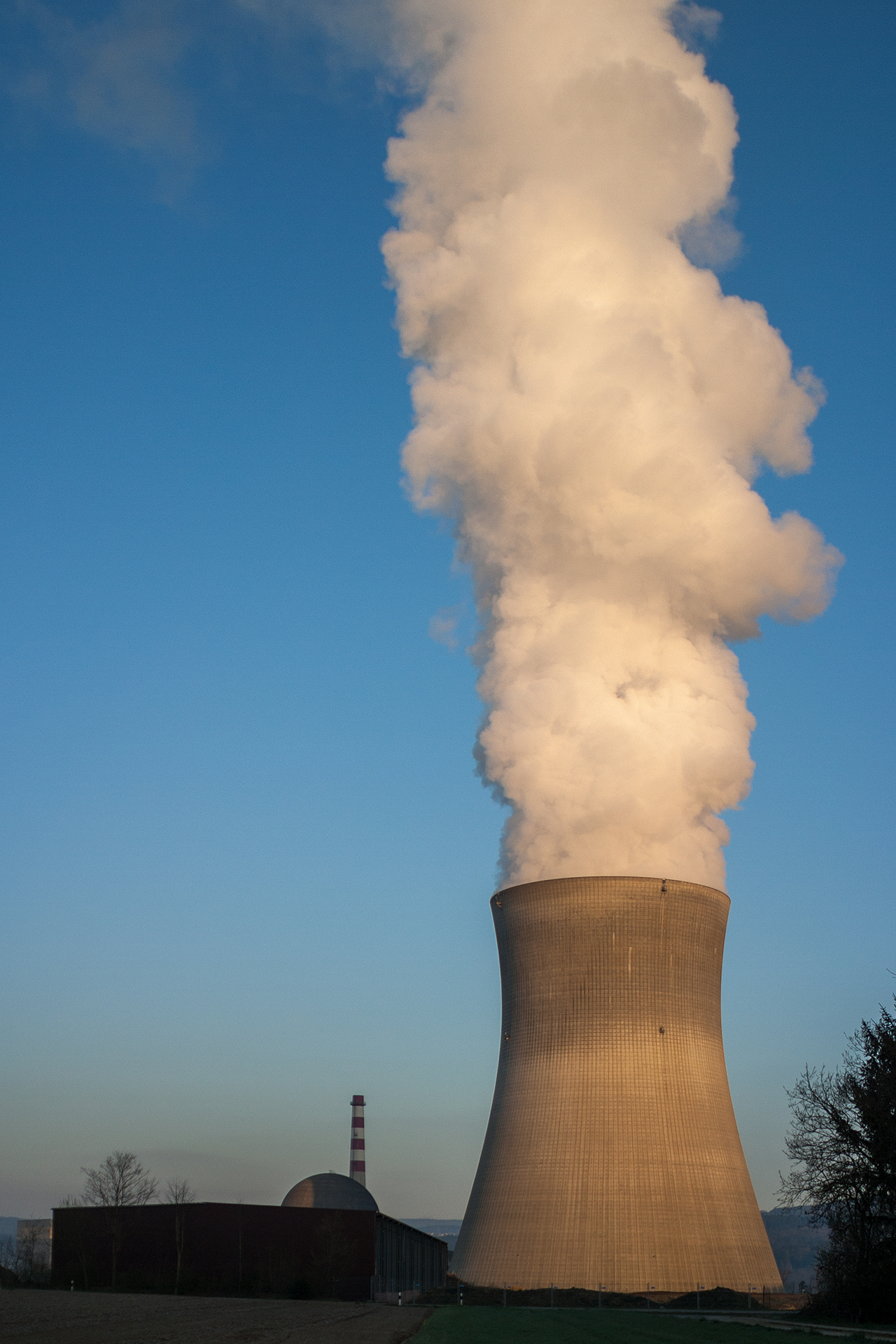
Kühlturm

Im Juli 2014 wurde zufällig entdeckt, dass bereits im Jahr 2008 von Fremdpersonal zur Anbringung von Feuerlöschern insgesamt sechs wanddurchdringende Bohrungen durch das Primärcontainment vorgenommen worden waren. Sie wurden nach der Entdeckung zunächst provisorisch abgedichtet. Von der schweizerischen Atomsicherheitsbehörde ENSI wurde der Vorgang scharf kritisiert: Ein solches Vorkommnis dürfe nicht passieren und weise auf ein „bedeutendes Defizit im organisatorischen Bereich hin“. Der Vorfall wurde auf der INES-Skala mit Stufe 1 bewertet. Die Reparaturen wurden von dem ENSI am 18. Juli akzeptiert, darüber hinaus will die Behörde die vom Kernkraftwerk festgelegten Massnahmen zur zukünftigen Verhinderung solcher Vorkommnisse überprüfen. 2014 kommt es an einem Hüllrohr zur Oxidation und Leckage von Radioaktivität in den Wasserkreislauf, was durch ENSI am 1. Februar 2017 publik wird.

Im Rahmen der geplanten Brennstoff-Inspektionen während der Jahreshauptrevision 2016 wurden an einigen Brennelementen lokale Verfärbungen am Hüllrohr der Brennstäbe entdeckt. Die Oxidationsstellen waren lokal, zwischen 3 und 4 Millimeter bis 25 Zentimeter lang und befanden sich am oberen Teil des rund vier Meter langen Brennstabs. Dies führte zu einem verlängerten Stillstand der Anlage. Anfangs wurde vermutet, dass es sich dabei um Oxidation des Hüllrohr handelte und wurde der Stufe INES-1 zugeordnet. Es stellte sich im Verlauf der Ursachenanalyse heraus, dass es sich dabei aber lediglich um normale Ablagerungen, sogenannten CRUD, handelte und wurde daher auf INES-0 zurückgestuft. Durch visuelle Untersuchungen wurden weitere betroffene Rohre gefunden. Von den insgesamt 648 Brennelementen des Reaktorkerns wiesen 47 Brennelemente derartige lokale Ablagerungen auf. Es sind ausschliesslich Brennelemente im ersten Betriebszyklus (Jahr) betroffen. Die Reparatur erfolgte teilweise durch einen Ersatz von Hüllrohren durch massive Zirkonium-Stäbe ohne Uran-Inhalt. Als Folge davon war eine Neuauslegung und Neubeladung des Reaktors erforderlich. Damit einher gehen umfangreiche Berechnungen und Sicherheitsanalysen, und eine Bewilligung für die Wiederinbetriebnahme ist nötig. Nachdem das ENSI die Freigabe für den nächsten Betriebszyklus unter Auflagen erteilt hat, ging das Werk am 17. Februar 2017 wieder ans Netz. Wegen einer Fehlfunktion der Abgasanlage (ein Defekt an einem Absaugestrang des Turbinen-Kondensators) wurde der Reaktor wieder heruntergefahren. Nach erfolgreicher Reparatur der Abgasanlage im Maschinenhaus wurde das Kraftwerk am 20. Februar 2017 schrittweise hochgefahren und um 17.10 Uhr mit dem Stromnetz synchronisiert. Bis zum Abschluss der Ursachenanalyse für die Ablagerungen (2019, s. o.), wurde dem Betreiber auferlegt, die Anlage mit reduzierter Gesamtleistung von 90 % zu fahren.

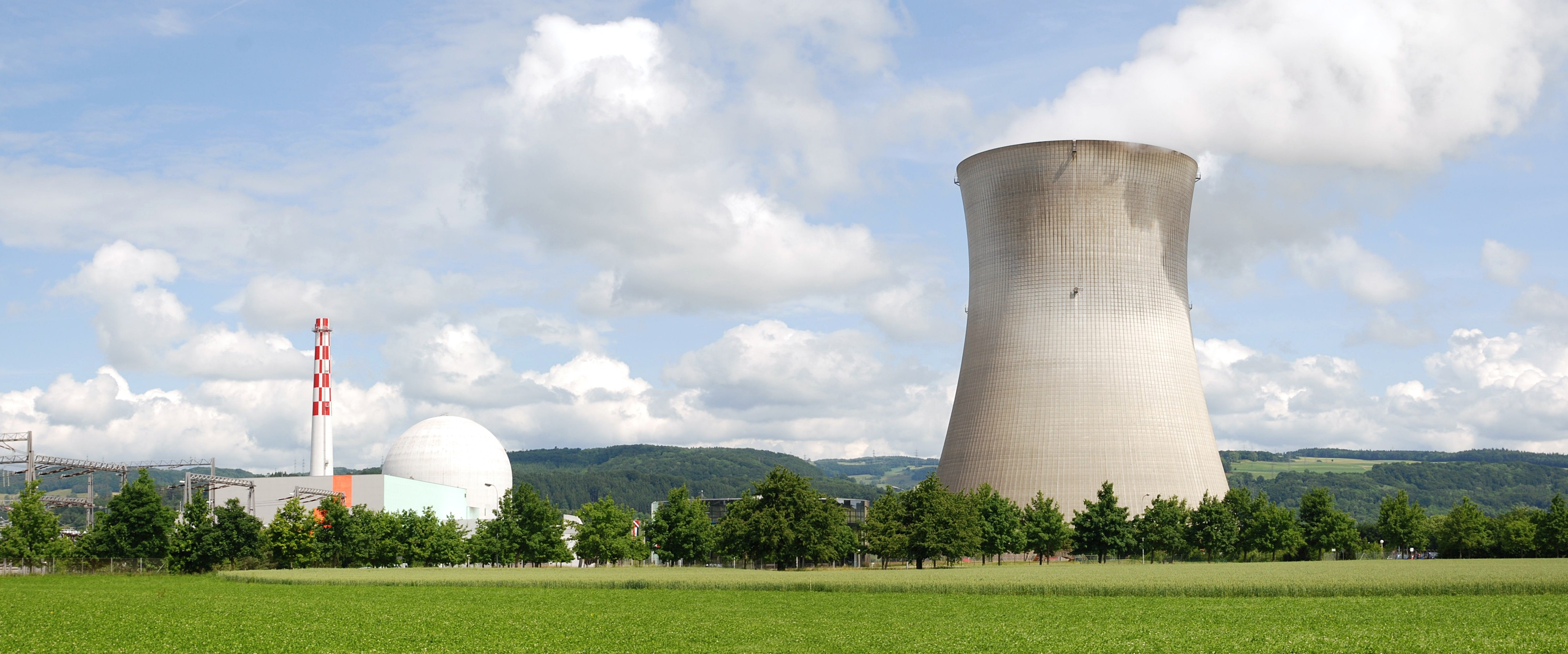
Gesamtaufnahme des Kraftwerks

Am 18. September 2017 wurde das KKW für den Austausch von 76 der 648 Brennelemente sowie für verschiedene Prüfungen und Revisions- sowie Instandhaltungstätigkeiten (für geplante sieben Wochen) vom Netz genommen. Hierbei wurden auch die zuletzt neu eingesetzten Brennelemente besonders überprüft. Am 19. Oktober wurde bekannt, dass der Austausch der Brennelemente eine Woche länger dauern würde. Am 30. Oktober wurde die Frist um weitere vier Tage verlängert. Bei einem Brennstofflieferanten des KKW seien 16 nicht spezifikationsgerechte Brennelemente festgestellt worden. Diese Elemente seien für den nächsten Betriebszyklus vorgesehen gewesen. Das KKW solle voraussichtlich am 17. November wieder ans Netz gehen. Am 8. November wurde aber dann bekannt, dass weitere 8 (später auf 6 korrigiert) betroffene Brennelemente gefunden worden sind und das KKW bis voraussichtlich Ende des Jahres stillstehen werde, da das Ersetzen der Brennelemente eine Neuauslegung des Reaktorkerns und einen umfassenden Freigabeprozess durch die Aufsichtsbehörde notwendig machen würde. Diese 6 Brennelemente standen bereits 3 bis 4 Jahre ohne Probleme im Einsatz. Trotzdem wurden sie nun vorsorglich ausgetauscht. Noch nicht eingesetzt gewesen waren die 16 übrigen Brennelemente mit «Qualitätssicherungsfehlern».
Am 25. August 2019 wurde von Medien erstmals berichtet, dass vom ENSI der seit 2015 laufende Personalabbau im KKW, in Bezug auf mehrere Zwischenfälle hin, untersucht wird. Im Dezember 2021 wurde bekannt, dass ein ehemaliger Mitarbeiter, dessen Aufgabe es war mobile Strahlungsmessgeräte zu kontrollieren, in einem Zeitraum von drei Halbjahreskontrollen mehr als 200 Protokolle fälschte. Er erhielt eine Strafe von 3000 Franken mit 1000 Franken zusätzlichen Verfahrenskosten. Einer 2021 von der kernenergiekritischen Schweizerischen Energiestiftung (SES) in Auftrag gegebenen Studie zufolge erfüllt das KKL die aktuell geltenden internationalen Sicherheitsstandards nicht. Das ENSI teilte diese Einschätzung nicht und erteilte am 1. Dezember die Freigabe zur Wiederaufnahme des Leistungsbetriebs.
Ende Februar bis Anfang Mai 2018 war das Notstandssystem nur eingeschränkt verfügbar gewesen. Auch hatte die ENSI gleichzeitig festgestellt, dass der Notstromdieselgenerator einer anderen Division nicht verfügbar war. Aufgrund der gleichzeitigen Nichtverfügbarkeit wurde das Vorkommnis auf der Stufe 1 der INES eingestuft.
Am 26. April 2019 und am 12. Mai 2019 wurde das AKW aufgrund von Störungen an einem Vordruckregler vom Netz genommen. Am 4. Juli 2019 musste die Anlage auf Grund eines Öllecks heruntergefahren werden. Am 28. Dezember 2019 wurde das AKW, erneut wegen einer technischen Störung, drei Tage vom Netz genommen.
Nach einer Revision sollte der Reaktor Ende Mai 2023 wiederangefahren werden, wurde dabei jedoch automatisch abgeschaltet. Der Wasserstand im Reaktor war zu niedrig, da ein Einspeiseschieber nicht geöffnet worden war. Der Vorfall wurde Ende September publik. Einen ähnlichen Vorfall gab es bereits im Dezember 2017, als ein Bediener die Pumpen falsch bediente.

## Emissionsdaten
Das KKW Leibstadt muss die Abluftdaten veröffentlichen. Im November 2014 hatte Greenpeace beim ENSI, gestützt auf das Öffentlichkeitsgesetz, Zugang zu den Abluftdaten am Kühlturm des KKL für die Zeit vom 1. Januar 2013 bis 1. November 2014 verlangt. Das ENSI teilte damals Greenpeace mit, dass es nicht mehr über diese Daten verfüge und das Kernkraftwerk Leibstadt nicht bereit sei, diese nochmals zu liefern. Nach der Durchführung eines Schlichtungsverfahrens empfahl der EDÖB im Oktober 2015, dass das ENSI die Daten beim KKL beschaffe und veröffentliche. Die Kernkraftwerk Leibstadt AG verlangte daraufhin eine anfechtbare Verfügung vom ENSI und gelangte mit einer Beschwerde an das Bundesverwaltungsgericht, das ihr vollumfänglich Recht gab. Greenpeace erhob gegen das Urteil des Bundesverwaltungsgerichts im August 2016 Beschwerde beim Bundesgericht. Das Bundesgericht korrigierte das vorinstanzliche Urteil und gab Greenpeace Recht und hat am 27. September 2017 das KKL verpflichtet, Greenpeace Zugang zu den Emissionsdaten für den verlangten Zeitraum zu gewähren. Das Bundesgericht hat sich für Transparenz entschieden. Das Eidgenössische Nuklearsicherheitsinspektorat ENSI hat in diesem Fall entschieden, dass es die von KKL bereitgestellten Daten nicht nur Greenpeace zustellt, sondern sie auch veröffentlicht. Das KKL habe in diesem Zeitraum die Abgabelimiten stets eingehalten.

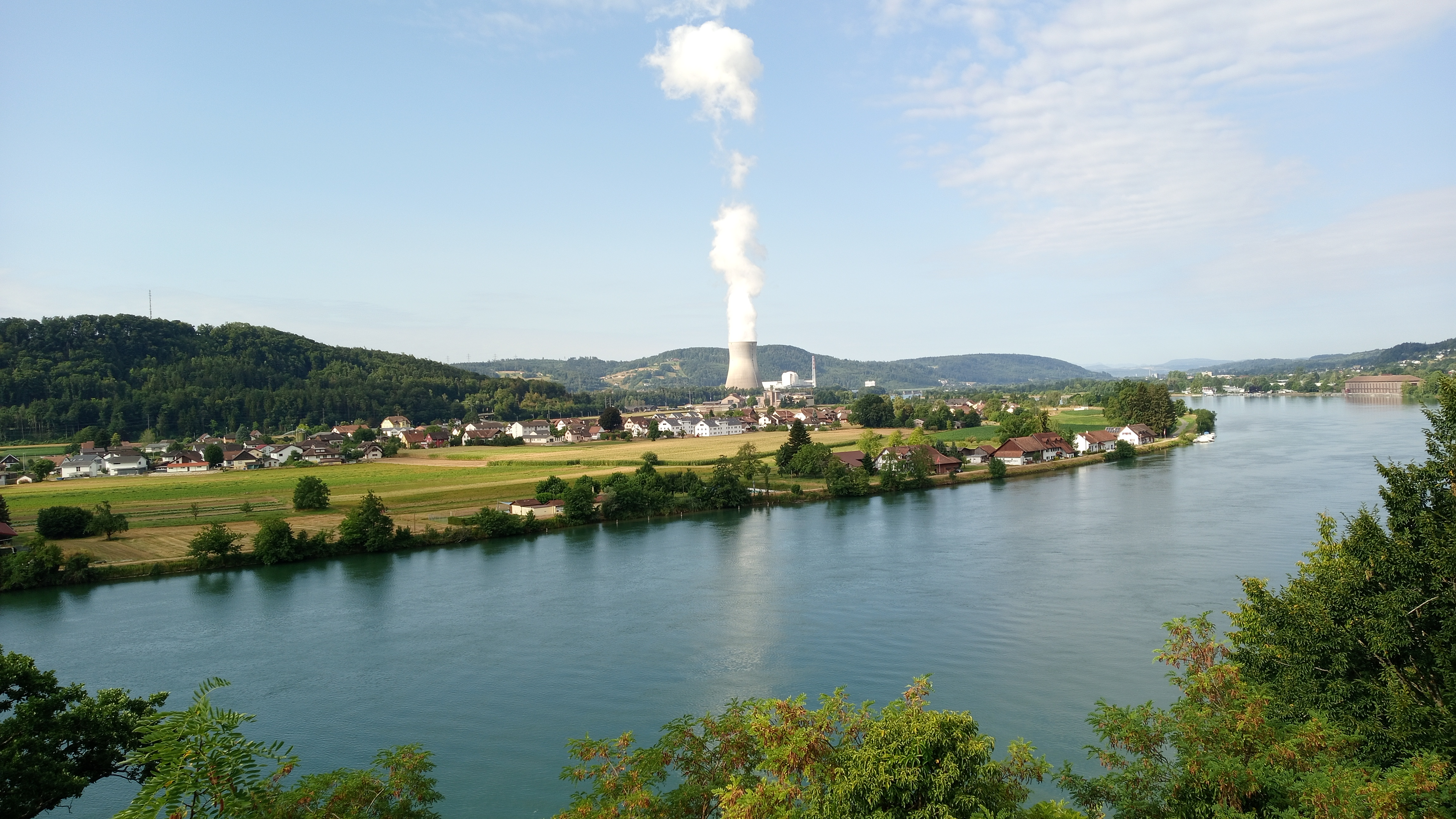
Blick vom Habererhof (am Unteren Tor) in Waldshut auf das AKW

## Protestaktionen
Das Kernkraftwerk Leibstadt war mehrmals Schauplatz von Protesten:
Am 29. März 1998 versiegelten Aktivisten von Greenpeace auf dem Gelände des Kraftwerks einen zur Verladung vorbereiteten Transportbehälter und besetzten den Verladekran. Greenpeace forderte die Kernkraftwerk Leibstadt AG (KKL) auf, auf den aktuellen Transport zu verzichten und aus der Wiederaufarbeitung auszusteigen, da die Schweiz sich mit dem Export abgebrannter Brennelemente an der radioaktiven Verseuchung des Meeres und der Umgebung der Wiederaufarbeitungsanlage La Hague schuldig mache.
Am 13. November 2000 hielt Greenpeace auf den Werksgleisen eine Mahnwache ab, um gegen die Atommülltransporte von Leibstadt nach La Hague zu protestieren. Kurz vor dem Protest war von der Schweizerischen Bundesanwaltschaft eine Strafuntersuchung gegen die KKL und die zuständigen Behörden verfügt worden.
Am 13. März 2003 erkletterten Greenpeace-Aktivisten unter anderem den Kühlturm und entfalteten ein Transparent mit der Aufschrift «Kein Bedarf». An der Aktion beteiligten sich rund 60 Aktivisten aus acht Ländern, die auf das Werksgelände eingedrungen waren. Mit ihrem Protest auf dem Kühlturm und dem Kamin machten sie darauf aufmerksam, dass die Schweiz (2003) die gleiche Strommenge ins Ausland exportiert(e) wie ihn das Kernkraftwerk Leibstadt (oder die ältesten Kernkraftwerke Beznau und Mühleberg zusammen) produzieren.

## Reaktordruckbehälter
Teile des Reaktordruckbehälters (RDB) des KKL wurden von der Rotterdamsche Droogdok Maatschappij (RDM) gefertigt. Mitte August 2012 wurden im belgischen Kernkraftwerk Doel am RDB des Blocks 3, der von RDM hergestellt wurde, Risse entdeckt. Die NEA veröffentlichte daraufhin eine Liste von 22 Reaktoren, bei deren Druckbehältern RDM an der Herstellung beteiligt war, darunter Mühleberg und Leibstadt. Laut der Aufsichtsbehörde ENSI ist der RDB in Leibstadt aber nicht betroffen, da er sich sowohl bezüglich des Herstellers als auch des Herstellungsprozesses von den belgischen Reaktoren unterscheidet. Für die zylindrischen Mantelringe, den gewölbten Boden und den Deckel des RDB wurde kein geschmiedetes, sondern warmgewalztes Material verwendet. Die einzelnen Mantelringe wurden in Japan und Frankreich aus gewalztem Plattenmaterial hergestellt.

## Daten des Reaktorblocks
Das Kernkraftwerk Leibstadt hat einen Block:
| Reaktorblock    | Reaktortyp         | Netto- leistung | Brutto- leistung | Baubeginn      | Netzsyn- chronisation | Kommer- zieller Betrieb | Abschaltung        |
| --------------- | ------------------ | --------------- | ---------------- | -------------- | --------------------- | ----------------------- | ------------------ |
| Leibstadt (KKL) | Siedewasserreaktor | 1233 MW         | 1285 MW          | 1. Januar 1974 | 24. Mai 1984          | 15. Dezember 1984       | Bisher unbefristet |